# Markusgrün (Weischlitz)
Markusgrün, bis ins 19. Jahrhundert: Marxgrün war ein Ort bei Heinersgrün im sächsischen Vogtlandkreis, der im Zuge der DDR-Grenzsicherung an der Innerdeutschen Grenze nach 1961 abgerissen wurde. In seiner Nähe erinnert bis heute ein Wachturm der DDR-Grenztruppen an die Zeit der Deutschen Teilung. Als Teil der Gemeinde Heinersgrün kam die Flur von Markusgrün am 1. Januar 1994 zur Gemeinde Burgstein und am 1. Januar 2011 zur Gemeinde Weischlitz.

## Geographie

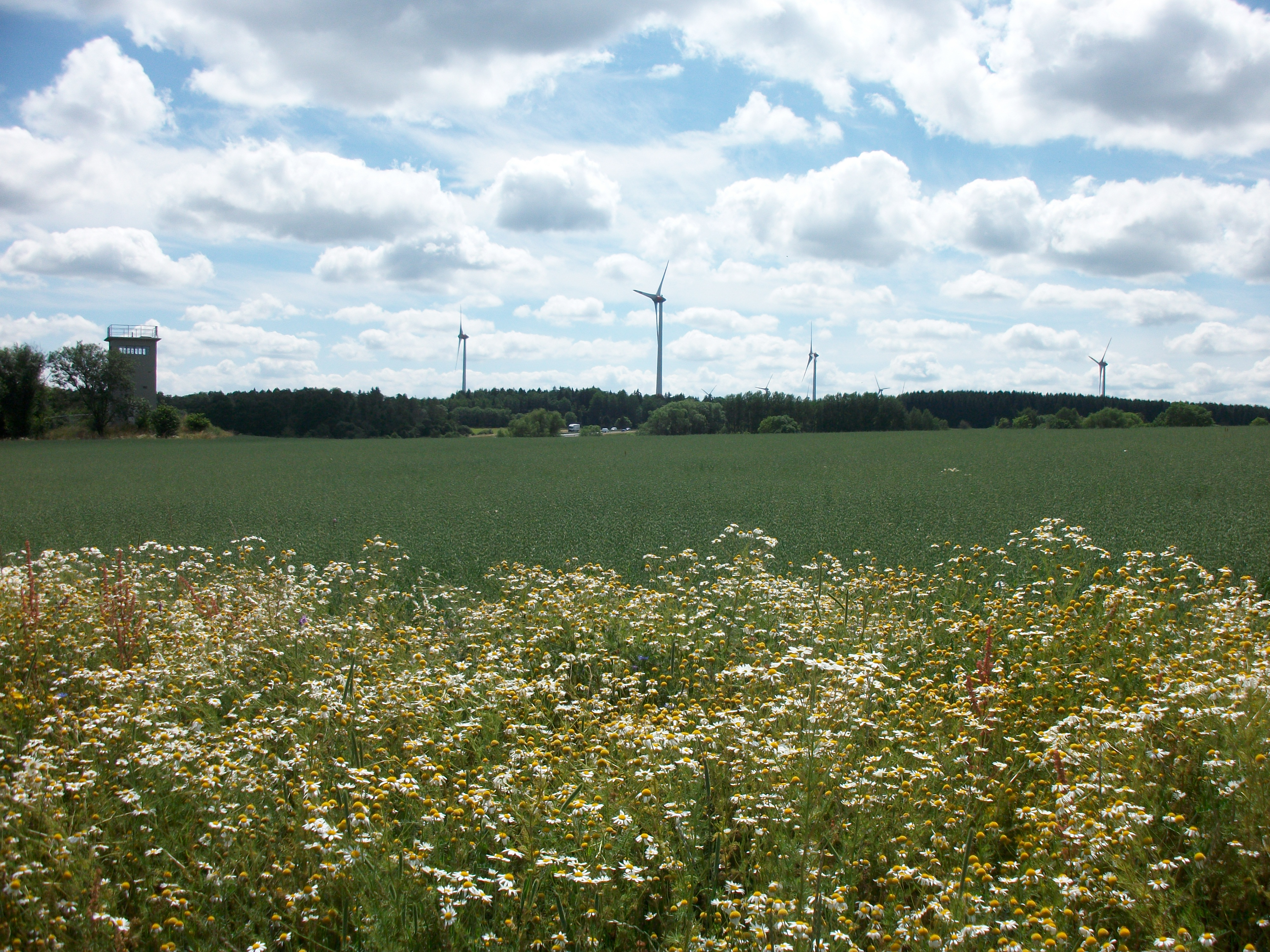
Grenzturm Heinersgrün, Blick nach Markusgrün (2)

### Geographische Lage und Verkehr
Die devastierte Ortslage Markusgrün liegt im Südwesten der Gemeinde Weischlitz nordwestlich des Hauptorts Heinersgrün und direkt östlich des ehemaligen Grenzturms. ⊙ Zwischen der Ortslage Markusgrün und Heinersgrün verläuft die Bundesautobahn 72. In unmittelbarer Nähe westlich des Ortes befinden sich das Naturschutzgebiet „Himmelreich“ (ehemaliger Grenzstreifen der innerdeutschen Grenze) und das Flächennaturdenkmal „Grenzheide“, die Teil des Grünen Bands Deutschland sind. Östlich von Markusgrün verläuft der Kammweg Erzgebirge–Vogtland.
Die einstige Ortslage Markusgrün befindet sich im Westen des Vogtlandkreises und im sächsischen Teil des historischen Vogtlands an der Grenze zum Bayerischen Vogtland. Geografisch liegt der Ort im Zentrum des Naturraums Vogtland (Mittelvogtländisches Kuppenland).

### Nachbarorte
|        | Krebes                                      | Schwarzenreuth |
| Föhrig | Kompassrose, die auf Nachbargemeinden zeigt |                |
|        |                                             | Heinersgrün    |

## Geschichte

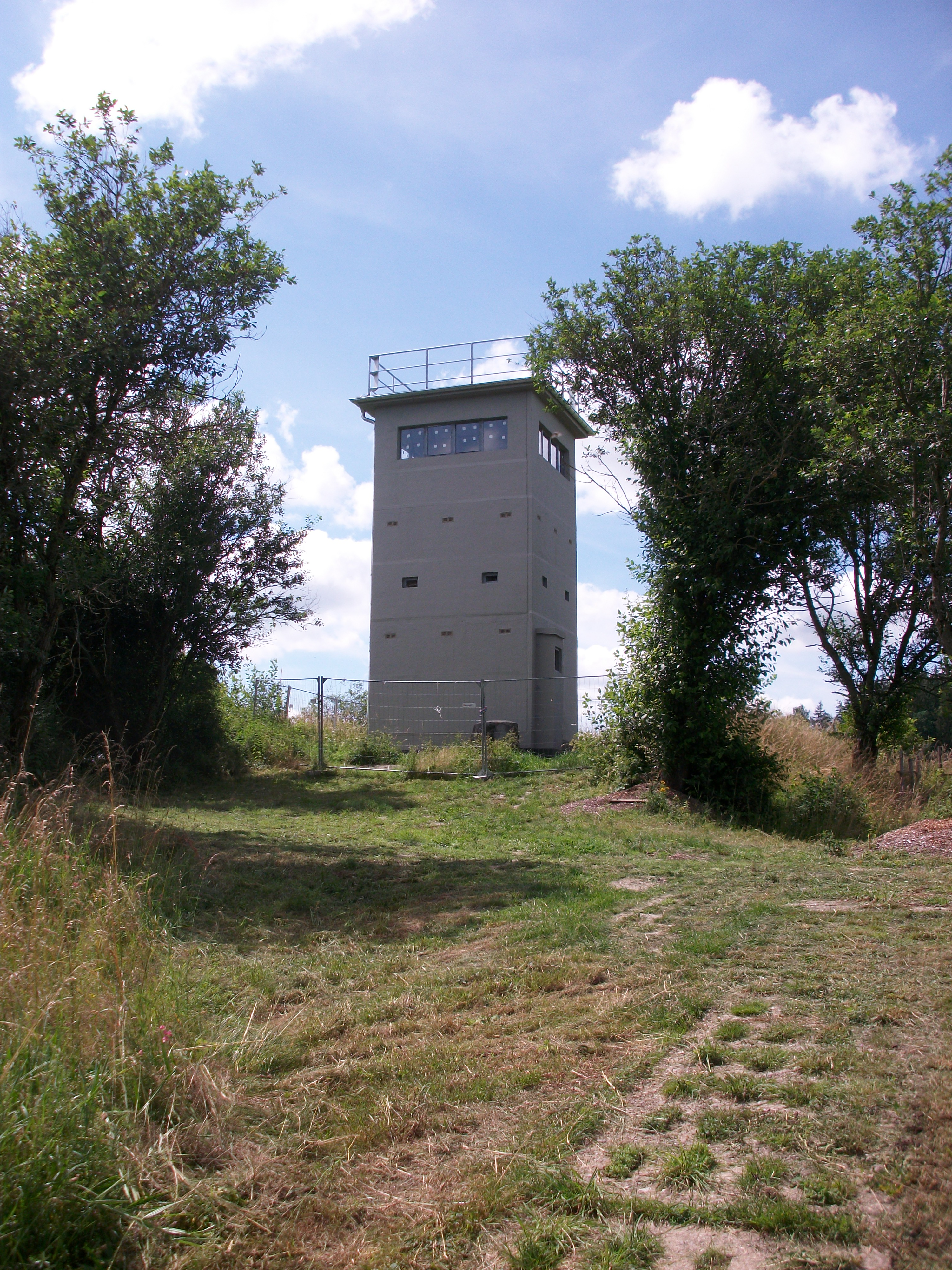
Grenzturm Heinersgrün

Markusgrün wurde im Jahr 1412 als Vorwerk Marxgrün erwähnt. Es gehörte zum Rittergut Heinersgrün, welches bereits im 12. Jahrhundert als Herrensitz und 1542 als Rittergut erwähnt wurde. Dieses war um 1330 im Besitz der oberfränkischen und vogtländischen Adelsfamilie von Feilitzsch. Die Heinersgrüner Linie der Familie von Feilitzsch veräußerte das Rittergut im Jahr 1648 an die Familie von Pöllnitz. Ein anderer Familienzweig derer von Feilitzsch kaufte es 1785 wieder zurück. Kirchlich war Marxgrün früher nach Wiedersberg gepfarrt, seit 1930 nach Bobenneukirchen. Heinersgrün mit Marxgrün lag bis 1856 im kursächsischen bzw. königlich-sächsischen Amt Voigtsberg. 1856 wurde der Ort dem Gerichtsamt Oelsnitz und 1875 der Amtshauptmannschaft Oelsnitz angegliedert. Die Streusiedlung Marxgrün, deren Zentrum ein Gutshof mit Herrenhaus war, wurde ab 1908 und offiziell ab 1930 als Markusgrün bezeichnet. Zu dieser Zeit hatte der Ort 25 Einwohner. 1936 verkaufte Philipp Freiherr von Feilitzsch das Rittergut Heinersgrün mit dem Vorwerk Markusgrün an den Landwirt Achaz von Zehmen, von dem es 1942 an Emil Kleine-Brockhoff kam. Das Waldgut Markusgrün behielt von Zehmen jedoch.
Im Zuge der Bodenreform in der Sowjetischen Besatzungszone ab 1945 erfolgte die Enteignung des Ritterguts Heinersgrün mit dem Vorwerk Markusgrün. Aufgrund der Lage im 5 Kilometer breiten Sperrgebiet an der Grenze zur BRD war im Schloss Heinersgrün seit 1950 ein Kommando der Grenztruppen der DDR untergebracht. Wegen der Sprengung der Saalebrücke Rudolphstein der Autobahn München–Berlin im Jahr 1945 wurde der Ende der 1930er Jahre erbaute Abschnitt der heutigen Bundesautobahn 72 (Hof–Chemnitz) zwischen 1945 und 1951 als Interzonenübergang genutzt. Die kleine Siedlung Markusgrün hatte dabei ab 1945 eine besondere Bedeutung für die Grenzsicherung, da von ihr aus der Grenzstreifen und die Autobahn samt Übergang gut erreichbar und einsehbar waren. Seit 1948 befand sich in Markusgrün eine Kompanie der Deutschen Grenzpolizei (DGP), deren Standort in den 1950er Jahren weiter ausgebaut wurde. Im Jahr 1951 wurde der Autobahnübergang bei Markusgrün geschlossen und die Autobahn bis 1989 zwischen Hof/Töpen und Pirk für den Verkehr gesperrt. Zumindest in den 1980er-Jahren war innerhalb des Grenzsperrgebietes der Abschnitt zwischen der Behelfsausfahrt Großzöbern und der (beim späteren Ausbau nicht freigegebenen) Abfahrt Heinersgrün zweistreifig befahrbar. Durch die zweite Kreisreform in der DDR kam Markusgrün als Ortsteil der Gemeinde Heinersgrün im Jahr 1952 zum Kreis Oelsnitz im Bezirk Chemnitz (1953 in Bezirk Karl-Marx-Stadt umbenannt). Nachdem im Zuge des Mauerbaus im Jahr 1961 auch die Innerdeutsche Grenze verstärkt wurde, befand sich Markusgrün im 500 Meter breiten Schutzstreifen, die Bevölkerung wurde umgesiedelt. Da der Ort somit nicht mehr zugänglich war, verfielen die verlassenen Gebäude und es erfolgte später der Abriss, um möglichen DDR-Flüchtenden kein Versteck bieten zu können. Wenige Meter östlich des Orts entstand der bis heute von der Autobahn aus sichtbare Wachturm der Grenztruppen.
Mit der Wende endete für Heinersgrün die Lage im Sperrgebiet. Der einstige Grenzstreifen gehört seitdem zum Naturschutzgebiet Grünes Band Deutschland. Als Teil der Gemeinde Heinersgrün gehörte die Flur von Markusgrün ab 1990 zunächst zum sächsischen Landkreis Oelsnitz. Am 1. Januar 1994 schloss sich die Gemeinde Heinersgrün mit sechs weiteren Gemeinden zur Gemeinde Burgstein zusammen, wodurch der Ort in den Landkreis Plauen wechselte, der 1996 im Vogtlandkreis aufging. Mit der Eingliederung der Gemeinde Burgstein in die Großgemeinde Weischlitz gehört die einstige Ortslage Markusgrün seit dem 1. Januar 2011 zum Ortsteil Heinersgrün der Gemeinde Weischlitz.